# Peloridiidae
Famille
Les Peloridiidae est la seule famille actuelle d'insectes hémiptères du sous-ordre des coléorrinques.
Les Peloridiidae sont d'origine gondwanienne. La famille compte 17 genres et 36 espèces. Ce sont des insectes de petite taille (2 à 4 mm), rarement vus, plats, à la surface particulièrement grumeleuse. Ils ont été trouvés en Patagonie (Argentine et Chili), Nouvelle-Zélande, dans l'est de l'Australie, sur l'Île Lord Howe et en Nouvelle-Calédonie. À l'exception d'une seule, aucune espèce de coléorrinques ne vole.
Leur distribution actuelle suggère qu'ils sont apparus avant la séparation du Gondwana, et leur lien avec les Heteroptera remonte au moins au Permien supérieur, il y a plus de 230 millions d'années.
Les Peloridiidae se rencontrent sur les mousses et les hépatiques, plus couramment dans les forêts de hêtres du genre Nothofagus.
Ils sont qualifiés de fossiles vivants par la base de données BioLib.

## Genres
Craspedophysa - 
Hackeriella - 
Hemiodoecellus - 
Hemiodoecus - 
Hemiowoodwardia - 
Howeria - 
Idophysa - 
Kuscheloides - 
Oiophysa - 
Oiophysella - 
Pantinia - 
Peloridium - 
Peloridora - 
Peltophysa - 
Rhacophysa - 
Xenophyes - 
Xenophysella